# Kamila
Kamila je ženské křestní jméno latinského původu, přechýlené z mužského Kamil. Svátek v ČR slaví podle občanského kalendáře 31. května.
Jméno pochází z latinského camilla, jehož význam je „osoba vznešeného původu vhodná pro kněžskou službu“.

## Statistické údaje
Následující tabulka uvádí četnost jména v ČR a pořadí mezi ženskými jmény ve srovnání dvou roků, pro které jsou dostupné údaje MV ČR – lze z ní tedy vysledovat trend v užívání tohoto jména:
| Rok       | Četnost     | Pořadí      |
| 1999      | 16 905      | 74.         |
| 2002      | 17 163      | 74.         |
| Porovnání | o 258 více  | žádná změna |
| 2016      | 18 941      | 119.        |
| Porovnání | o 1778 více | o 45 horší  |

Změna procentního zastoupení tohoto jména mezi žijícími ženami v ČR (tj. procentní změna se započítáním celkového úbytku žen v ČR za sledované tři roky) je +2,3%. V roce 2006 byla Kamila 43. nejčetnějším jménem mezi novorozenci.

## Zdrobněliny
Kamilka, Kamča, Kami, Kamka, Kamuška

## Známé nositelky jména
- Camila Cabello – Anglická zpěvačka
- Camilla Parker-Bowles – hraběnka z Cornwallu
- Kamila Berndorffová – současná česká reportážní a dokumentární fotografka
- Kamila Bezpalcová – česká modelka, fotomodelka, hosteska, komparzistka, personalistka a finalistka České Miss 2014
- Kamila Doležalová – česká a československá politička
- Kamila Gasiuk-Pihowicz – polská právnička a politička
- Kamila Hájková – česká krasobruslařka
- Kamila Chudziková – polská atletka
- Kamila Klugarová – česká varhanice
- Kamila Lićwinková – polská atletka
- Kamila Kikinčuková – česká divadelní herečka
- Kamila Magálová – slovenská herečka
- Kamila Moučková – česká televizní hlasatelka (rok 1968) a moderátorka
- Kamilla Neumannová – česká nakladatelka, první choť S. K. Neumanna, matka herce Stanislava Neumanna a překladatelky Kamily Značkovské-Neumannové
- Kamila Nývltová – česká zpěvačka
- Kamila Pešková – česká a československá lékařka
- Kamila Rajdlová – česká běžkyně na lyžích
- Kamila Skolimowska – polská atletka
- Kamila Sojková – česká spisovatelka
- Kamila Stösslová – přítelkyně a pozdní láska Leoše Janáčka
- Kamila Špráchalová – česká herečka
- Kamila Thompson – anglická zpěvačka
- Kamila Značkovská-Neumannová – česká překladatelka
- Kamila Ženatá – česká výtvarná umělkyně